# Jakob Neubauer

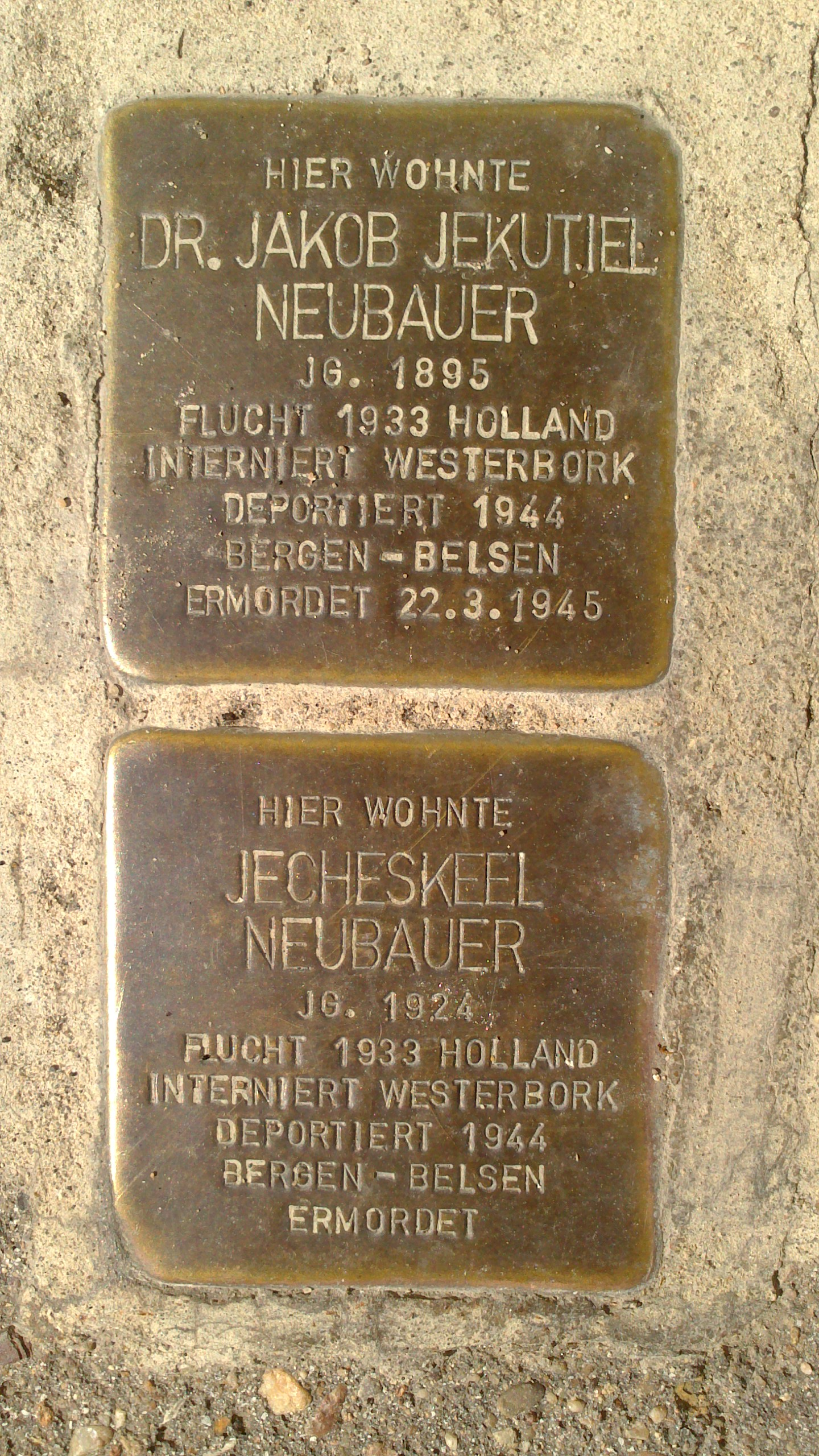
Gedenksteine (Stolpersteine) für Neubauer und seinen jüngsten Sohn in Würzburg

Jakob Jekutiel Neubauer (* 29. Januar 1895 in Leipzig; † 22. März 1945 im KZ Bergen-Belsen) war ein Rechtshistoriker und Rabbiner.

## Leben
Jakob Neubauer war der Sohn des Diamantenhändlers Hermann Neubauer; da die Familie aus dem damals zum osmanischen Reich gehörigen Rumänien stammte, besaß er die türkische Staatsangehörigkeit. 1913 legte er das Abitur ab und wurde zugleich zum Rabbiner ordiniert. Er studierte von 1913 bis 1918 zunächst Jura, dann bis 1920 semitische Sprachen an der Universität Leipzig. Am 29. Juli 1918 wurde er bei dem Rechtshistoriker Paul Koschaker zum Dr. iur. promoviert. Danach lebte er auf dem von seinem Vater erworbenen Gut Hermannsberg in Bayern und widmete sich dem Studium von Thora und Talmud. Er ging 1926 jedoch aus wirtschaftlichen Gründen nach Würzburg, um als Seminarrabbiner an der Israelitischen Lehrerbildungsanstalt (ILBA) zu arbeiten. Im März 1933 emigrierte er mit seiner Familie nach Amsterdam, wo er am Rabbinerseminar lehrte. Nach dem Einmarsch der Deutschen in den Niederlanden war er Verfolgter und wurde 1944 in das KZ Bergen-Belsen deportiert. Er starb dort 1945 wenige Wochen vor der Befreiung des Konzentrationslagers durch britische Truppen.

## Veröffentlichungen
- Beiträge zur Geschichte des biblisch-talmudischen Eheschließungsrechts. Eine rechtsvergleichend-historische Studie. Leipzig 1920 (Dissertation, Digitalisat).